# Alcis iterata
Alcis iterata är en fjärilsart som beskrevs av Butler 1886. Alcis iterata ingår i släktet Alcis och familjen mätare. Inga underarter finns listade i Catalogue of Life.